# Список наград и почётных званий Михаила Горбачёва
В статье приводится список наград и почётных званий советского и российского государственного, политического, партийного и общественного деятеля Михаила Горбачёва. 

## Награды
Михаил Сергеевич Горбачёв отмечен многими престижными отечественными и иностранными наградами и премиями:

### СССР — Российская Федерация
- Орден Святого апостола Андрея Первозванного (2 марта 2011 года) — за большой личный вклад в укрепление мира и дружбы между народами и многолетнюю плодотворную общественную деятельность[2]
- Орден Почёта (28 февраля 2001 года) — за большой вклад в развитие демократических преобразований и в связи с семидесятилетием со дня рождения[3]
- Орден Ленина (27 августа 1971 года, № 401067) — за успехи, достигнутые в развитии сельскохозяйственного производства, выполнении пятилетнего плана продажи государству продуктов земледелия и животноводства
- Орден Ленина (7 декабря 1973 года, № 421714) — за успехи, достигнутые во Всесоюзном социалистическом соревновании и проявленную трудовую доблесть в выполнении принятых обязательств по увеличению производства и продажи государству зерна и других продуктов земледелия в 1973 году
- Орден Ленина (28 февраля 1981, № 458897) — за большие заслуги перед Коммунистической партией и Советским государством и в связи с пятидесятилетием со дня рождения
- Орден Октябрьской Революции (22 февраля 1978 года, № 52596) — за успехи, достигнутые во Всесоюзном социалистическом соревновании и проявленную трудовую доблесть в выполнении планов и социалистических обязательств по увеличению производства и продажи государству зерна и других продуктов земледелия в 1977 году
- Орден Трудового Красного Знамени (16 апреля 1949 года, № 88292) — за отличие при уборке комбайном «Сталинец-6», которым намолочено с убранной им площади за 20 рабочих дней 8854,14 центнера зерновых культур
- Орден «Знак Почёта» (22 марта 1966 года, № 207556) — за достигнутые успехи в развитии животноводства, увеличении производства и заготовок мяса, молока, яиц, шерсти и другой продукции

- Медаль «За трудовую доблесть» (11 января 1957)
- Медаль «За укрепление боевого содружества» (2 июня 1980)
- Медаль «В память 1500-летия Киева» (1982)
- Юбилейная медаль «Сорок лет Победы в Великой Отечественной войне 1941—1945 гг.» (23 апреля 1985)
- Медаль за вклад в закрытие Семипалатинского ядерного полигона (2011, Общественная организации «Союз-Семипалатинск», Новосибирская область)[4]

### Югославия
- Золотая памятная медаль Белграда (март 1988)
- Памятная медаль Скупщины Югославии (1988)

### Польша
- Серебряная медаль Сейма ПНР за выдающийся вклад в развитие и укрепление международного сотрудничества, дружбу и взаимодействие между ПНР и СССР (июль 1988)
- Памятная медаль Варшавы (1986)

### Болгария
- Медаль «100 лет со дня рождения Георгия Димитрова» (1984)
- Медаль «40 лет социалистической Болгарии» (1984)

### Франция
- Командор ордена искусств и литературы (1997 год)[5]
- Памятная медаль Сорбонны (Париж, июль 1989),

### Ватикан
- Памятная медаль Ватикана (1 декабря 1989)

### Италия
- Памятная медаль муниципалитета Рима (ноябрь 1989)
- Премия «Мужественный ум — умное мужество» (22 мая 2009). Михаил Горбачёв удостоен премии «за мужество», в то время как покойный президент США Рональд Рейган посмертно удостоен премии «за ум».

### США
- «Медаль свободы им. Франклина Делано Рузвельта» (Вашингтон, июнь 1990)
- Международная награда Государственному Деятелю «Совета Филадельфии по мировым проблемам» (1993)
- Памятная награда «Врата Свободы» в честь 10-летия со времени предоставления евреям бывшего СССР возможности свободно эмигрировать (компания «Израиль бондс», Нью-Йорк, 1998)
- Филадельфийская медаль Свободы (2008) от Национального центра конституции с формулировкой «за мужественную роль в окончании холодной войны»[6]. Медаль вручил президент США Джордж Буш - старший на торжественной церемонии в Филадельфии 18 сентября, посвящённой 20-летней годовщине падения Берлинской стены.[7][8]

### Израиль
- «Звезда Героя» Университета Бен-Гурион (1992)
- Доктор философии Honoris causa Университета им. Бар-Илана (1992)[9][10]

### Греция
- Золотая медаль Афинского национального технического университета «Прометеус» (1993)
- Золотая медаль г. Салоники (1993)

### Испания
- Премия Принца Астурийского (1989)
- Золотой Знак Университета Овьедо (1994)

### Республика Корея
- Орден Ассоциации Латиноамериканского единства в Корее «Большой Крест Симона Боливара за единство и свободу» (1994)

### Сан-Марино
- Кавалер Большого креста ордена Св. Агаты (1994)

### Португалия
- Большой крест Ордена Свободы (6 сентября 1995)

### Чехия
- Большой крест Ордена Белого льва (1999)

### Доминиканская Республика
- Кавалер Большого Креста ордена Христофора Колумба (июль 2001)

### ФРГ
- Кавалер Большого креста ордена «За заслуги перед Федеративной Республикой Германия» (1999)[11][12]

## Звания
Почётный член Российской академии художеств
Михаил Горбачёв имеет почётные титулы:
- Почётного доктора гуманитарных наук Виргинского Университета (США, 1993)
- Почётного доктора в области лидерства Джепсоновской школы лидерства[англ.] (Ричмонд, США, 1993),
- Почётного доктора юридического факультета Вестфальского университета (Мюнстер, Германия, 2005).

почётные учёные степени:
- Мадридского автономного университета (Испания, Мадрид, октябрь 1990),
- Университета «Комплутенсе» (Испания, Мадрид, октябрь 1990),
- Университета Буэнос-Айреса (Аргентина, 1992),
- Университета Куйо (Мендоса, Аргентина 1992),
- Университета К. Мендеса (Бразилия, 1992),
- Университета Чили (Чили, 1992),
- Университета Анауак (Мексика, 1992),
- Университета Бар-Илан (Израиль, 1992),
- Университета Бен-Гурион (Израиль, 1992),
- Университета Эмори (Атланта, США, 1992),
- Пандион университета (Пирей, Греция, 1993),
- Института международного права и международных отношений при Аристотелевском университете (Салоники, Греция, 1993),
- Факультета права Аристотелевского Университета (Салоники, Греция, 1993),
- Бристольского университета (Англия, 1993),
- Университета Калгари (Канада, 1993),
- Карлтонского университета (Канада, 1993),
- Сока Гаккай Интернэшнл (през. Икэда) (Япония, 1993),
- Университета Кунг Кхи (Республика Корея, 1995),
- Университета Дурнхэма (Англия, 1995),
- Современного университета г. Лиссабона (Португалия, 1995),
- Университета Сока (Япония, 1997),
- Университета Тромсе (Норвегия, 1998),

а также является Почётным гражданином городов:
- Бадолатос (провинция Севилья, Испания, 1987) — почётный член муниципалитета
- Терразин (Сицилия, Италия, 1987)
- Берлин (ФРГ, 1992)
- Абердин (Великобритания, 1993)
- Пирей (Греция, 1993)
- Флоренция (Италия, 1994)
- Сесто Сан-Джованни (Италия, 1995)
- Кардамилы (остров Хиос, Греция, 1995)
- Эль-Пасо (ключ от города) (США, 1998)
- Терни (Италия, 2001)
- Дублин (Ирландия, 2002)
- Кито (Эквадор, 2004)

## Премии
Михаил Сергеевич Горбачёв отмечен многими престижными иностранными наградами и премиями:
- Ежегодная премия мексиканского движения в защиту прав человека (декабрь 1987, Мексика)
- Премия Международной организации «Мир без войны» (сентябрь 1988)
- Международная литературная премия «Монделло» (сентябрь 1988, Италия)
- Премия мира им. Индиры Ганди за 1987 (вручена 19 ноября 1988, Индия)
- Памятная медаль «Личность года» международного жюри «Личность года» (январь 1989, Франция)
- Премия мира ирландской организации «Конвент мира графства Типперери» (январь 1989, Ирландия)
- Премия «Золотой голубь за мир» за вклад в дело мира и разоружения (пацифистская организация Итальянский центр документации по разоружению и Национальная лига кооперативов, Рим, ноябрь 1989)
- Нобелевская премия «В знак признания его ведущей роли в мирном процессе, который сегодня характеризует важную составную часть жизни международного сообщества» (1990)
- Премия мира им. Альберта Эйнштейна за огромный вклад в борьбу за мир и взаимопонимание между народами (Вашингтон, июнь 1990)
- Почётная премия «Исторический деятель» влиятельной религиозной организации США — «Фонд призыв совести» (Вашингтон, июнь 1990)
- Почётное звание «Гуманист столетия» и почётная медаль имени Альберта Швейцера (август 1990)
- Международная Премия мира им. Мартина Лютера Кинга «За мир без насилия 1991 года» за его выдающуюся роль в борьбе за мир во всём мире и права человека (Вашингтон, июнь 1990)
- Международная премия «Фьюджи» (фонд «Фьюджи», действующий в Италии) как «человеку, чья деятельность в политической и общественной областях может служить исключительным примером борьбы за утверждение прав человека» (Италия, 1990)
- Премия Бенджамина М. Кардосо «За демократию» (Университет Ешива, Нью-Йорк, США, 1992),
- Премия Сэра Уинстона Черчилля в знак признания вклада в дело мира на Ближнем Востоке (Великобритания, 1993)
- Премия «Ля Плеяде» (Пьяченца, Италия, 1993)
- Международная журналистско-литературная премия (Модена, Италия, 1993)
- Премия «Герой года» Ассоциации мелких и средних предпринимателей провинции Болонья (Италия, 1993)
- Международная Премия «Золотой Пегас» (Тоскана, Италия, 1994)
- Премия Генуэзского Университета (Италия, 1995)
- Премия Царя Давида (США, 1997)
- Премия Энрон Института Бейкера за выдающиеся заслуги перед обществом (Хьюстон, США, 1997)
- Премия «Веха» еженедельника «Политика» (Польша, 1997)
- Премия Будапештского клуба (Франкфурт-на-Майне, ФРГ, 1997)
- Премия «Комета» (Германия, 1998)
- Премия Международной женской сионистской организации (Майами, США, 1998)
- Национальная Премия Свободы за борьбу против угнетения (Мемфис, США, 1998)
- Премия Патриарха Афинагора в области прав человека (Национальный совет Ордена святого апостола Андрея — архонтов Константинопольского Патриархата в Америке, 2005)[14]
- Премия им. д-ра Фридриха Йозефа Гааза, присуждаемая Германо-Российским Форумом за особые заслуги в области германо-российского взаимопонимания (2007)
- Премия «Квадрига» с формулировкой «Динамичность надежды» (Берлин, Германия, 2009)[15]
- Премия «Север-Юг»[англ.] от Центра «Север-Юг»[англ.] (2009)
- Дрезденская премия за ядерное разоружение (Дрезден, Германия, 2010)
- Премия «Грэмми» в разделе «детский альбом в разговорном жанре» (за выступление рассказчиком для диска «Петя и волк» совместно с Биллом Клинтоном и Софи Лорен)[16][17] (США, 2004 год)